# Thylogale thetis
Thylogale thetis é uma espécie de marsupial da família Macropodidae. Endêmica da Austrália.